# Oecetis minuta
Oecetis minuta is een schietmot uit de familie Leptoceridae. De soort komt voor in het Palearctisch gebied.